# Vaena dubitata
Vaena dubitata là một loài bướm đêm trong họ Geometridae.